# Unionites
Unionites (лат.) — вымерший род двустворчатых моллюсков из семейства Anthracosiidae, обитавших с пермского по юрский периоды, 268,8—150,8 млн лет назад. Вели малоподвижный образ жизни и питались органическими частицами, взвешенными в воде. Типовой вид — Unionites muensteri, описанный из карнийских отложений провинции Южный Тироль, Италия.

## Распространение
Ископаемые остатки найдены в Боснии и Герцеговине, Италии, Пакистане, Великобритании, России, Австралии, Австрии, Канаде, Чили, Китае, Хорватии, Египте, Германии, Гренландии, Японии, Венгрии, Индонезии, Иране, США, Израиле, Иордании, Казахстане, Малайзии, Новой Зеландии, Омане, Перу, Словении, Испании, Норвегии, Швейцарии, Тунисе, ОАЭ, Вьетнаме.
Материал хорошей сохранности известен из ладинских отложений Германии. Фрагментарные остатки, предположительно принадлежащие трём видам Unionites, обнаружены в оленёкских слоях формации Моенкопи в штате Юта, США. На территории России находки Unionites, близких к Unionites fassaensis, известны из верхнепермских слоёв разреза Тирях-Кобюме на берегу реки Кобюме, содержащих также окаменелости двустворок рода Intomodesma. Unionites cf. canalensis известен из пермских отложений (зона Otoceras concavum) бассейна реки Сеторым.